# Col de l'Épinac
Ne pas confondre avec le col de l'Espinas situé à Terroles, également dans l'Aude, ni avec le col de l'Espinas (Gard), sur la D10 au sud de Saint-André-de-Valborgne.
Le col de l'Épinac, ou col de l'Espinas, est un col routier des Pyrénées à 542 m d'altitude dans le département de l'Aude, à La Bezole.

## Toponymie
En contrebas de la route se trouve le ruisseau du col de l'Épinac, une dénomination contrariée par la présence proche d'une métairie du col de l'Espinas, signifiant un « endroit plein d'épines » ou ceinturé d'épines, ou d'arbustes épineux.

## Accès
Le col est sur l'ancienne route nationale 620 à 542 m d'altitude.

## Cyclisme

### Tour de France
Le col est classé en troisième catégorie au Grand Prix de la montagne lors de la 16e étape du Tour de France 2022 entre Carcassonne et Foix. C'est le Français Alexis Gougeard qui le franchit en premier.

### Cyclomontagnarde
Organisée tous les deux ans par le cyclo-club de Limoux, la Cyclomontagnarde est une randonnée à vélo inscrite au calendrier de la fédération française de cyclotourisme. Elle emprunte régulièrement ce col.